# ریتنوردهاوزن (زاکسونی)-آنهالت
ریتنوردهاوزن (زاکسونی)-آنهالت (به آلمانی: Riethnordhausen) یک منطقهٔ مسکونی در آلمان است که در Wallhausen واقع شده‌است. ریتنوردهاوزن ۵۶۳ نفر جمعیت دارد.